# Campeonato Indiano de Patinação Artística no Gelo
O Campeonato Indiano de Patinação Artística no Gelo é uma competição nacional anual de patinação artística no gelo da Índia.
A competição determina os campeões nacionais e os representantes da Índia em competições internacionais como Campeonato Mundial, Campeonato Mundial Júnior, Campeonato dos Quatro Continentes e os Jogos Olímpicos de Inverno.

## Edições
| Ano (Edição) | Cidade sede          | Sênior               | Sênior               | Sênior               | Sênior               | Sênior               | Ref                  |
| Ano (Edição) | Cidade sede          | M                    | F                    | P                    | D                    | S                    | Ref                  |
| ------------ | -------------------- | -------------------- | -------------------- | -------------------- | -------------------- | -------------------- | -------------------- |
| 2005         |                      | •                    | •                    | –                    | –                    | –                    | [ 1 ]                |
| 2006         |                      | •                    | •                    | –                    | –                    | –                    | [ 2 ]                |
| 2007         | Não houve competição | Não houve competição | Não houve competição | Não houve competição | Não houve competição | Não houve competição | Não houve competição |
| 2008         |                      | •                    | •                    | –                    | –                    | –                    | [ 3 ]                |
| 2009–2010    | Não houve competição | Não houve competição | Não houve competição | Não houve competição | Não houve competição | Não houve competição | Não houve competição |
| 2011         |                      | •                    | •                    | •                    | –                    | –                    | [ 4 ]                |
| 2012         | Shimla               | •                    | •                    | •                    | –                    | –                    | [ 5 ] [ 6 ]          |
| 2013         | Shimla               | •                    | •                    | •                    | –                    | –                    | [ 7 ] [ 8 ]          |
| 2014         | Shimla               | •                    | •                    | •                    | –                    | –                    | [ 9 ] [ 10 ]         |
| 2015         | Nova Délhi           | •                    | •                    | •                    | –                    | –                    | [ 11 ]               |
| 2016         | Gulmarg              | •                    | •                    | •                    | •                    | •                    | [ 12 ] [ 13 ]        |

## Lista de medalhistas

### Individual masculino
| Evento                     | Ouro                 | Prata                | Bronze               |
| 2005 (detalhes)            | Yogesh Trivedi       | Vasudev Tandi        | Chandan Kumar        |
| 2006 (detalhes)            | Vasudev Tandi        | Yogesh Trivedi       | Randeep Rai          |
| 2007                       | Não houve competição | Não houve competição | Não houve competição |
| 2008 (detalhes)            | Pranay Kumar Jain    | Anup Kumar Yama      | Vasudev Tandi        |
| 2009–2010                  | Não houve competição | Não houve competição | Não houve competição |
| 2011 (detalhes)            | Vasudev Tandi        | Yogesh Trivedi       | Ankit Banga          |
| Shimla 2012 (detalhes)     | Anup Kumar Yama      | Surya Uday Minocha   | Abhishek Barowalia   |
| Shimla 2013 (detalhes)     | Anup Kumar Yama      | Vasudev Tandi        | Gurmeet Singh Sidhu  |
| Shimla 2014 (detalhes)     | Anup Kumar Yama      | Yogesh Gupta         | Jogender Kumar       |
| Nova Délhi 2015 (detalhes) | Anup Kumar Yama      | Raj Kumar Tiwari     | Aashu Singh          |
| Gulmarg 2016 (detalhes)    | Anup Kumar Yama      | Nishchay Luthra      | Raj Kumar Tiwari     |

### Individual feminino
| Evento                     | Ouro                            | Prata                 | Bronze               |
| 2005 (detalhes)            | Aadnya Borkar                   | Sonam Tsomo           | Avantika Vaishnav    |
| 2006 (detalhes)            | Aadnya Borkar                   | Rinchen Dolma         | Khushboo Saini       |
| 2007                       | Não houve competição            | Não houve competição  | Não houve competição |
| 2008 (detalhes)            | Mayuri Bhandari                 | Yonica Eva Washington | Hounsh Munshi        |
| 2009–2010                  | Não houve competição            | Não houve competição  | Não houve competição |
| 2011 (detalhes)            | Simrita Sahney                  | Japneet Sidhu         | Ibani Kaundal        |
| Shimla 2012 (detalhes)     | Simrita Sahney                  | Japneet Sidhu         | Sunidhi Chanana      |
| Shimla 2013 (detalhes)     | Avani B. Panchal Simrita Sahney | Suchali Sharma        | Mansi Limaye         |
| Shimla 2014 (detalhes)     | Manal Kanojia                   | Suchali Sharma        | Japneet Sidhu        |
| Nova Délhi 2015 (detalhes) | Aldrin Mathew                   | Manal Kanojia         | Suchali Sharma       |
| Gulmarg 2016 (detalhes)    | Aldrin Mathew                   | Nishtha Painuli       | Sarah Ayaz           |

### Duplas
| Evento                     | Ouro                          | Prata                              | Bronze                    |
| 2011 (detalhes)            | Simrita Sahney Yogesh Trivedi | Ibani Kaundal Ankit Banga          | nenhum outro competidor   |
| Shimla 2012 (detalhes)     | Anup Kumar Yama Manal Kanojia | Surya Uday Minocha Sheffali Sharma | nenhum outro competidor   |
| Shimla 2013 (detalhes)     | Avani Panchal Anup Kumar Yama | Nishtha Painuli Yogeshi Trivedi    | Mansi Limaye Yogesh Gupta |
| Shimla 2014 (detalhes)     | Manal Kanojia Anup Kumar Yama | Deepika Aggarwal Yogesh Gupta      | nenhum outro competidor   |
| Nova Délhi 2015 (detalhes) | Manal Kanojia Anup Kumar Yama | Aldrin Mathew Aashu Singh          | nenhum outro competidor   |
| Gulmarg 2016 (detalhes)    | Aldrin Mathew Nischay Luthra  | Nishtha Painuli Raj Kumar Tiwari   | Madiha Talat Hari Om      |

### Dança no gelo
| Evento                  | Ouro                         | Prata                            | Bronze               |
| Gulmarg 2016 (detalhes) | Aldrin Mathew Nischay Luthra | Nishtha Painuli Raj Kumar Tiwari | Madiha Talat Hari Om |

### Patinação sincronizada
| Evento                  | Ouro      | Prata | Bronze  |
| Gulmarg 2016 (detalhes) | Telangana | Delhi | Kashmir |